# Torre de Redondos
Reciben los nombres de torre de Redondos y castillo de Redondos las ruinas de una torre en la freguesia de Buarcos (distrito de Coímbra, Portugal), de las que apenas se conserva la unión de parte de dos lienzos de muros. Es considerada inmueble de interés municipal desde 1996.
La torre perteneció a un antiguo castillo de planta cuadrada situado junto al río Mondego, citado con motivo de su donación por Alfonso I de Portugal en 1143. En el siglo XIV perdió importancia militar debido a la construcción de la fortaleza de Buarcos, y fue abandonado.